# Kongōfuku-ji

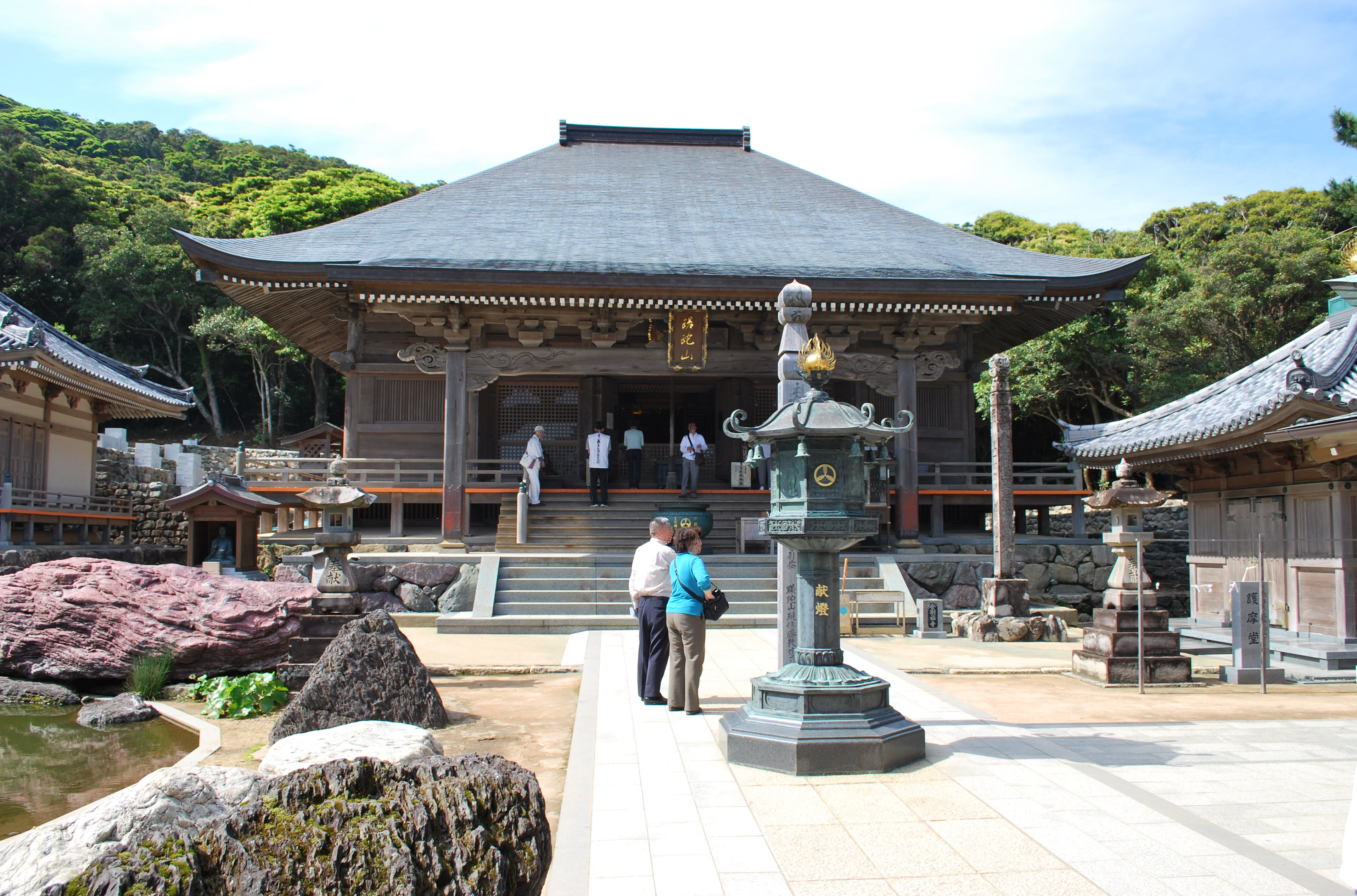
Haupthalle

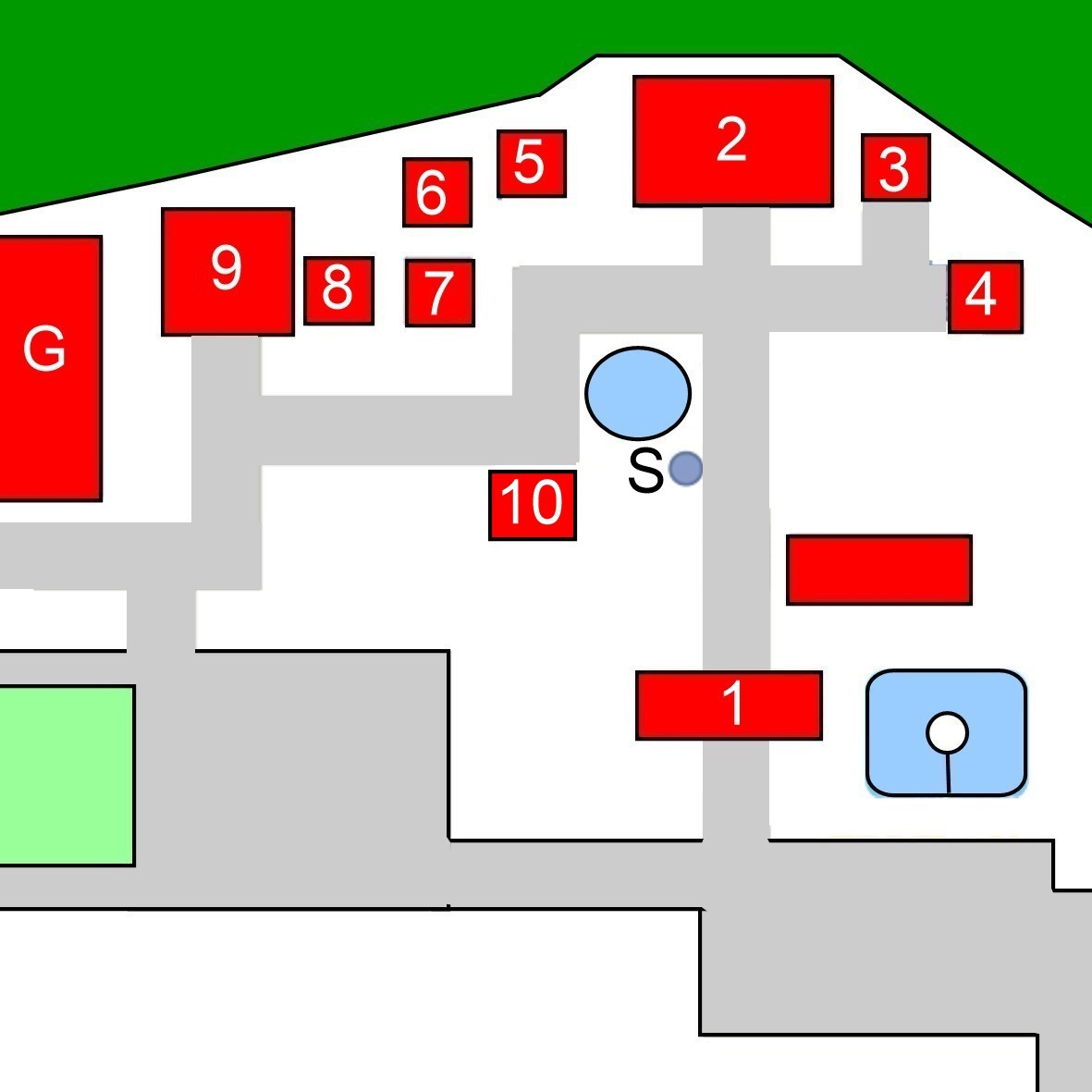
Plan des Tempels (siehe Text)

Der Kongōfuku-ji (japanisch 金剛福寺), mit den Go Sadazan (蹉跎山) und Fudarakuin (補陀洛院) in der Stadt Tosashimizu (Präfektur Kōchi), ist ein Tempel Buzan-Zweigs (豊山派) des Shingon-Buddhismus. In der traditionellen Zählung ist er der 38. Tempel des Shikoku-Pilgerwegs.

## Geschichte
Auf Wunsch des Kaisers Saga errichtete Priester Kūkai im Jahr Kōnin 13 (822) einen Tempel am südlichsten Punkt von Shikoku und fertigte als Kultfigur eine dreigesichtige Kannon für die Gebetsstätte an. Er nannte den Tempel „Kongōfuku-ji“, wobei Kongō ein anderes Wort für Vajra ist, also für das keulenförmige Ritualobjekt des Buddhismus. Kūkai soll bei seiner Heimkehr aus dem China der Tang-Zeit eine solche Keule in Richtung Japan geschleudert haben. Und „Fuku“, also Glück oder Segen, ist eine Zeile aus der Kannon-Sutra: 福聚海無量 (Fujujukai muryō), was etwa „Die Ansammlung von Glück ist unermesslich wie das Meer“ bedeutet. 
In der Folgezeit haben die Kaiser haben den Tempel unterstützt, auch die Militärführer. Besonders die Minamoto waren dem Tempel zugetan. So errichtete Minamoto no Mitsunaka die Schatzpagode und zusammen mit seinem Sohn weitere Gebäude, kümmerte sich um Reparaturen.
Ab dem Ende des 16. Jahrhunderts entwickelte sich der Glaube, dass in der Ferne hinter dem Meereshorizont ein paradiesisches Land liegt, Fudaraku Jōdo (補陀落浄土) genannt. Man könne vom Tempel aus vielleicht hinausrudern und dort sein Glück suchen. Der Tosa-Zweig der Ichijō und später die Yamanouchi unterstützten den Tempel, letztere erkennbar an dem Wappen der Yamanouchi an verschiedenen Stellen im Tempel: drei Eichenblätter im Kreis.

## Anlage
Man betritt den am Berghang liegenden Tempel von Süden her durch das Tempeltor, das hier als Niō-Tor (仁王門, Niō-mon; 1), als Tor mit Platz für die beiden Tempelwächter rechts und links vom Durchgang gestaltet ist. Unten rechts im Teich steht ein Gedenkstein für den „Meer überschreitenden Priester“ (渡海僧, Tokai-sō). Man steigt weiter hoch zur Tempelebene und sieht auf dem Weg geradeaus zur Haupthalle (本堂, Hondō; 2) die sogenannte „Priester-Schildkröte“ (大師亀, Daishi-Kame), groß aus Steingefertigt, auf der linken Seite vor dem Teich.
Rechts neben der Haupthalle steht die Goma-Halle (護摩堂; 3) und ganz rechts die Schatzpagode (多宝塔, Tahōtō; 4). Links von der Haupthalle befinden sich eine Reihe von kleinen Gebetsstätten, die Aizen-Halle (愛染; 5), die Gyōsha-Halle (行者堂; 6), die Gongen-Halle (権現堂; 7), Monjū-Halle (文殊堂; 8) und schließlich die größere Halle, die dem Tempelgründer gewidmet ist, die Daishidō (大師堂; 9). Dahinter befindet sich das Gästehaus (G) des Tempels. Auf dem Wege dorthin hat man den neu erbauten Glockenturm (鐘楼堂, Shōrōdō; 10) auf der linken Seite passiert. Es ist ungewöhnlich für einen Tempel, dass die Glocke in einem turmartigen Gebäude hängt.

## Schätze
Die dreigesichtige Kannon ist etwa 1,6 m hoch und ist aus Hinoki-Holz zusammengesetzt. Sie ist als Kulturgut der Präfektur registriert.

## Bilder

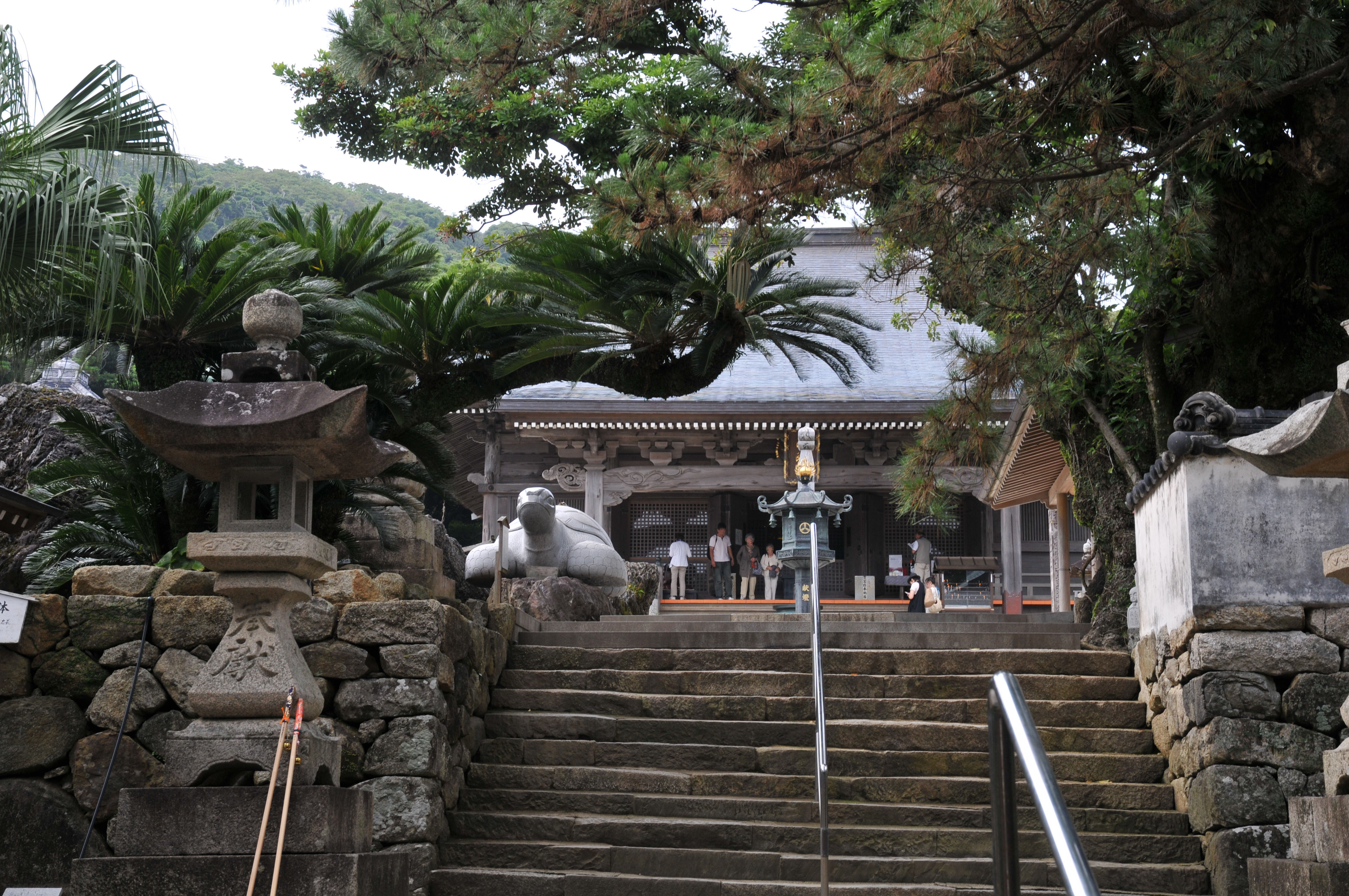
Oben Haupthalle, davor links die Schildkröte
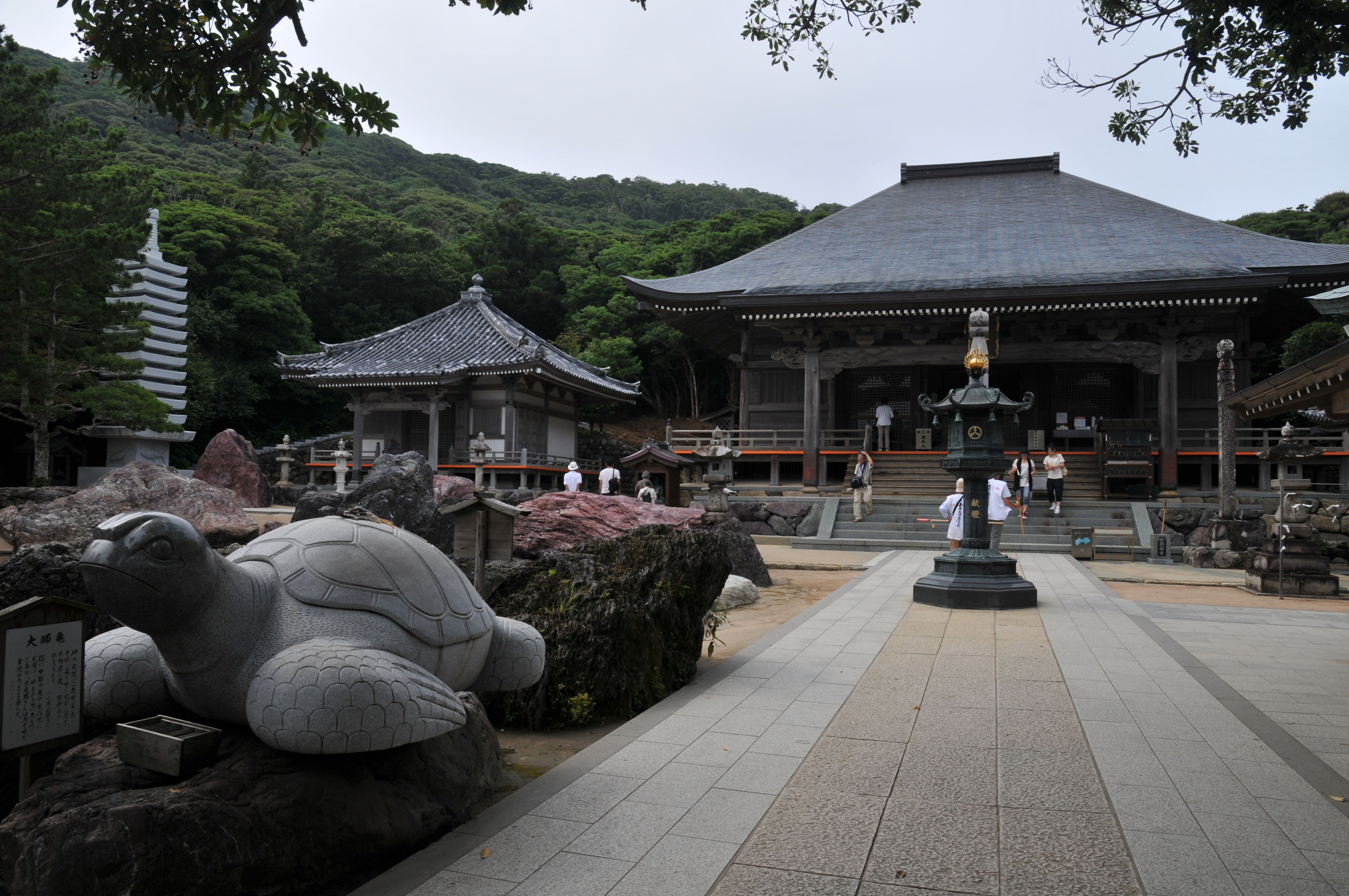
Der Weg zur Haupthalle
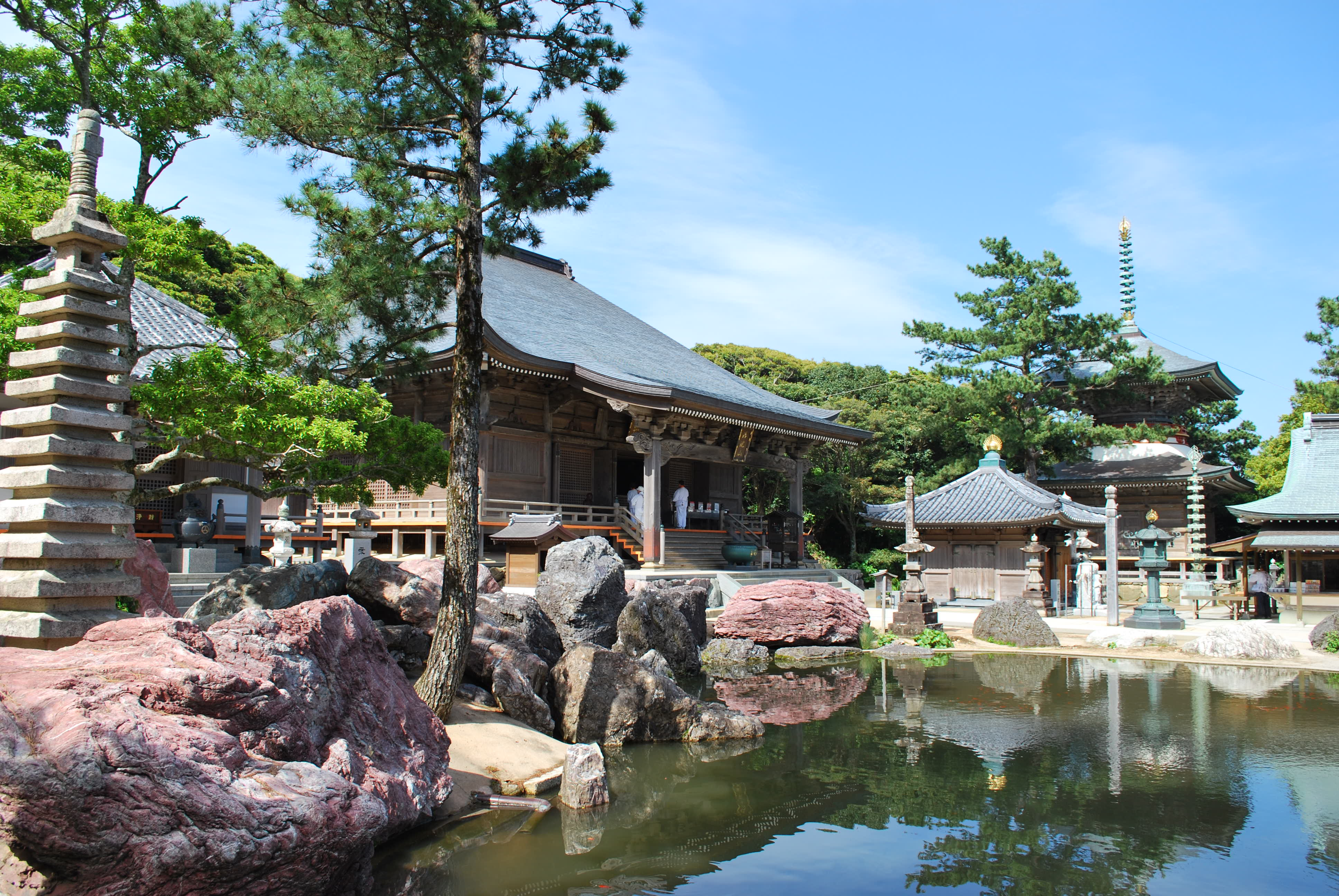
Blick auf den Teich oben
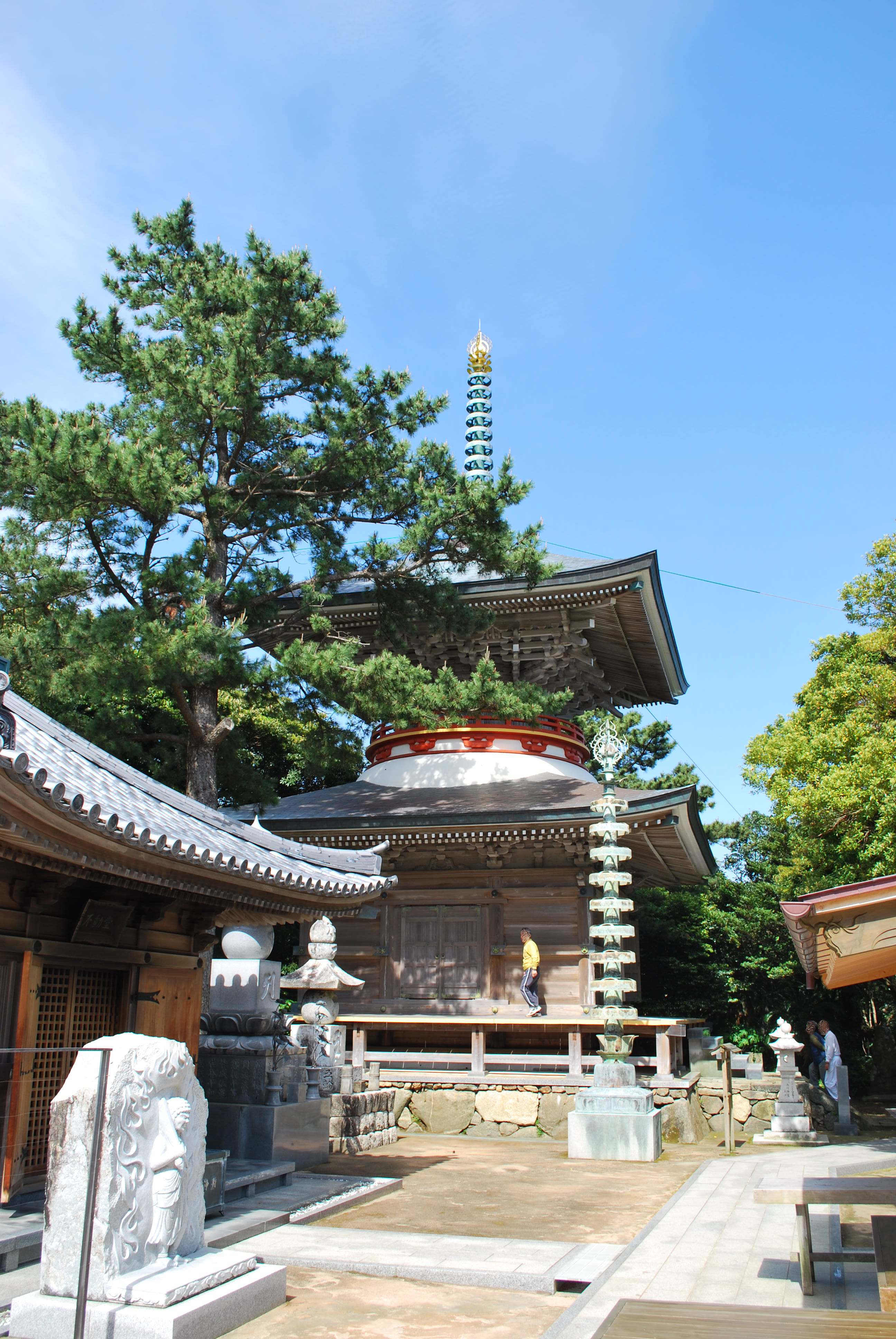
Schatzpagode
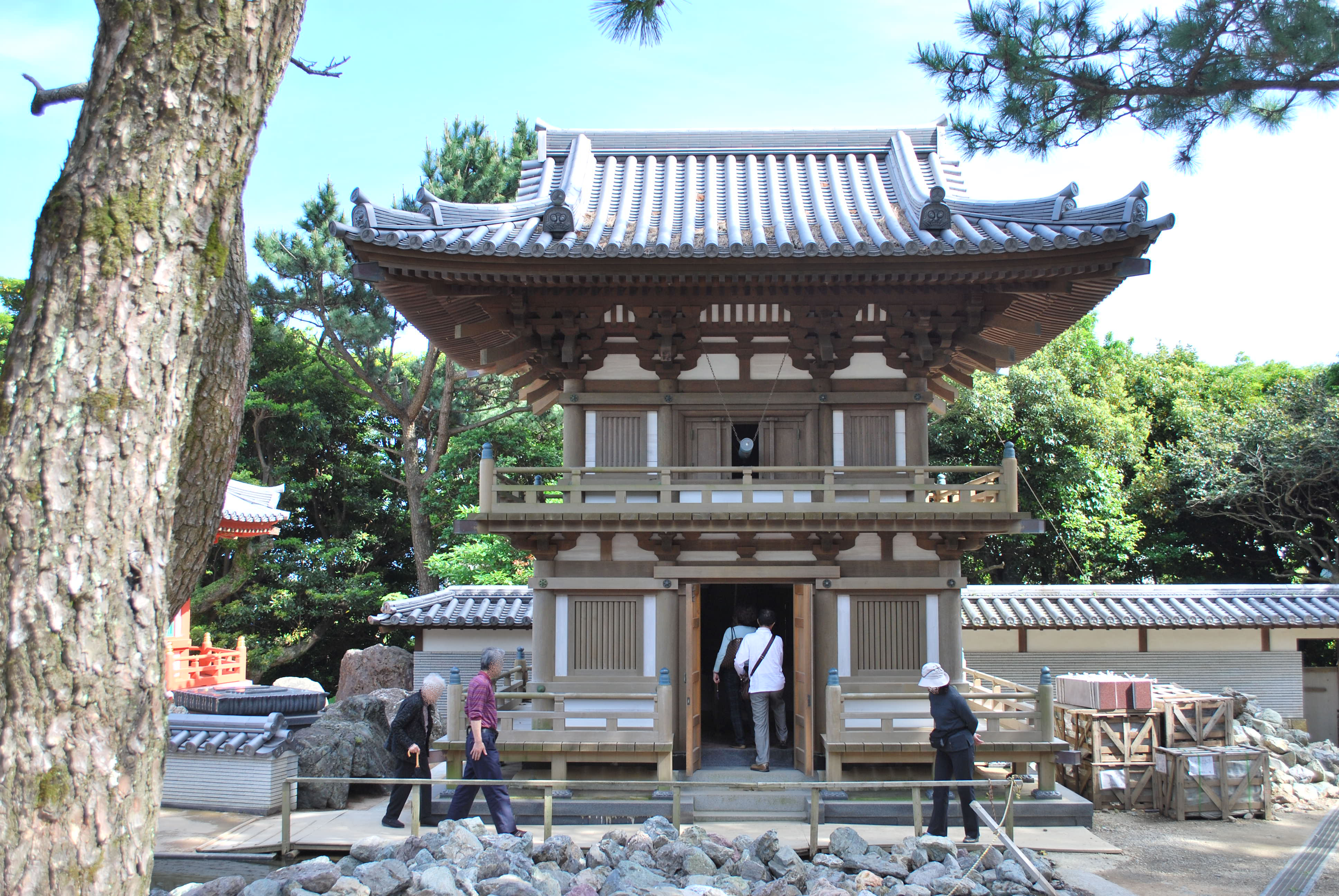
Glockenturm
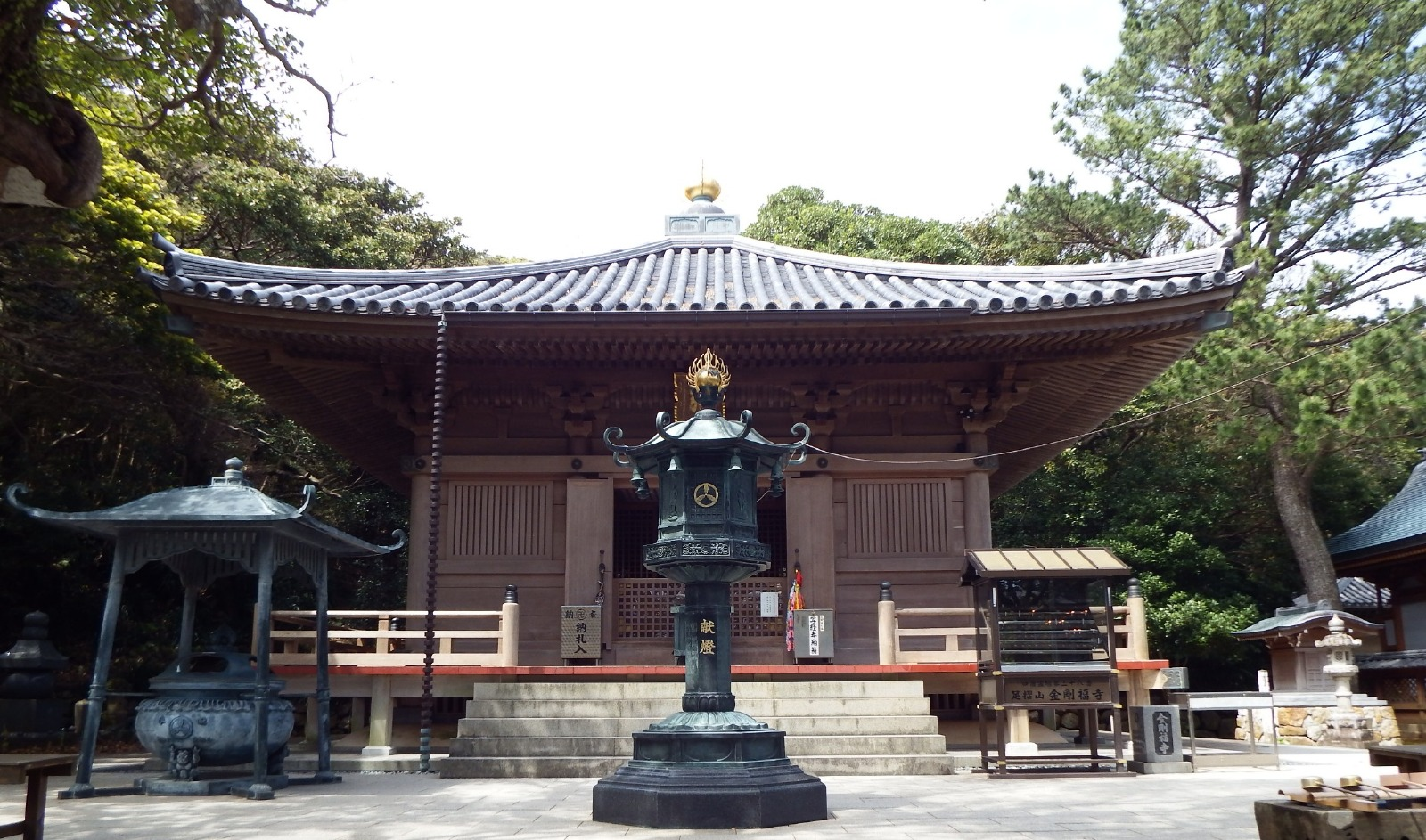
Daishidō